# C.V. Nielsen
Christian Vilhelm Nielsen (26. august 1833 i København – 26. april 1910 i København) var en dansk arkitekt, tegner og professor i perspektiv. Mange arkitekter i anden halvdel af 1800-tallet frekventerede hans tegneskole som forberedelse til optagelse på Kunstakademiets Arkitektskole. Han var også illustrator på Illustreret Tidende.
Begravet på Assistens Kirkegård. Forældre: Snedkermester og billedskærer Peter Christian Nielsen og Ane Kirstine Sørensen. Gift 14. december 1861 i København med Caroline Jakobine Sørensen, f. 17. juni 1836 i København, d. 22. november 1878 sammesteds, datter af drejermester Jens Christian Sørensen og Jakobine Eleonora Norberg.
Størst Betydning har Chr. V. Nielsen haft som perspektiviker, idet han fortsatte og udviklede C.W. Eckersbergs teorier. Som arkitekt dyrkede han fortrinsvis de historiske stilarter, gotikken og renæssancen. Hans akvareller har ikke megen kunstnerisk værdi, men på grund af deres nøjagtighed og sirlighed er de ikke uden topografisk interesse. Nielsen har desuden gjort en række studier over forskellige perioders kunst og kunstnere og udgivet en del kunsthistoriske afhandlinger.

## Uddannelse
Kom 1844 ind på Kunstakademiets Arkitektskole ; fik lille sølvmedalje 1851, store sølvmedalje 1855; besøgte 1847-56 G.F. Hetschs privatskole, først som lærling, senere som medhjælper. 
Stipendier: Akademiets 1873
Rejser: 1856 Tyskland; 1873 Østtyskland, Østrig og Norditalien.

## Udstillinger
- Charlottenborg 1851-1910 (40 gange med 119 værker)
- Paris 1855 (bogskab)
- London 1870
- Den nordiske Industri- og Konstudstilling i Kjøbenhavn 1872, 1883, 1888
- 18. November Udstillingen 1882
- Kunstnernes Efterårsudstilling 1904, 1907, 1909
- Septemberudstillingen 1912

## Udmærkelser
- C.F. Hansen Medaillen 1856
- Sølv- og Bronzemedalje for møbeltegning på Verdensudstillingen i London 1870
- Æresmedlem af Akademiet i Bologna 1903 og Akademiet i Venedig
- Officier de l'instruction publique 1905
- Titulær professor 1905
- Ridder af Dannebrog

## Embeder og hverv
Lærer ved Teknisk Institut 1851
- Ledede en af ham selv oprettet privat tegneskole, hvorfra han dimitterede mellem 400 og 500 elever til Kunstakademiet 1860-1875
- Lærer ved Akademiets Perspektivskole fra 1862 (docent 1890-1901)
- Lærer ved Tegneskolen for Kvinder fra 1895; virkede desuden som lærer ved søndagsskolerne

## Værker

### Arkitektur
- Talrige villaer og privatbygninger
- Lille Rosenborg i Frederiksberg Allé 23, Frederiksberg (1851)
- Dronning Caroline Amalies gotiske bibliotek, Amalienborg (indretning og møbler, 1852, skåret af snedkermester P.L. Wolff og billedskærer H.V. Brinkopff)
- Facaderne til Alhambra, Frederiksberg Allé, Frederiksberg (1857, nedrevet 1869)
- Smidstrupgård nord for Vedbæk (1867, nedrevet 1969)
- Kokkedal Slot ved Rungsted (1865-66, avlsbygninger nedrevet 2008)
- Harald Hansens Palæ, Sankt Annæ Plads 17 (1868, tilskrives også Johan Schrøder)
- Ombygning af Søholt på Lolland (1868-69)
- Avlsbygninger og forpagterbolig på Rungstedgård og Folehavegård (1871)

### Tegninger og møbler
- Det nyopførte Enrum, set fra haven (træsnit, ca. 1864, Søllerød Museum)
- Smidstrupgård ved Vedbæk (træsnit, ca. 1867, sammesteds)
- Parti af Frederiksborg Slot med Frederik 2.s østre tårn (olie, Frederiksborgmuseet)
- Mariekirken, Lübeck (akvarel, 1887, sammesteds)
- Slesvig Domkirke (akvarel, sammesteds)
- Slottet i Celle (akvarel, 1883, sammesteds)

Tegninger til guldsmedearbejder og møbler, bl.a. egetræsbogskab i gotisk stil for hofstolemager C.B. Hansen, udst. Paris 1855 (skænkedes 1879 Prinsesse Thyra i brudegave af københavnske borgere); talrige farvelagte perspektiviske billeder med danske og udenlandske motiver i købstædernes samlinger, Københavns Bymuseum, Teatermuseet, Øregaard Museum, Frederiksborgmuseet og Aalborg Museum; medarbejder ved Illustreret Tidende; udførte den perspektiviske anordning i Wilhelm Marstrands billede Den store Nadver og Christian 4.s dom i Roskilde Domkirke.

### Litterære arbejder
- Linear-Perspectiven (1869; 2. udg. med skyggelære 1884)
- "Lidt om Gothikens Former" i: Tidsskrift for Kunstindustri, V, 1889, 77f
- Fra Perspektivens Enemærker (1893)
- Praktisk Perspektiv (1894)
- Perspektivens Historie I-V (1895-99)

## Ekstern henvisninger
- C.V. Nielsen på Kunstindeks Danmark/Weilbachs Kunstnerleksikon
- C.V. Nielsen på gravsted.dk